# The Miser's Heart
The Miser's Heart er en amerikansk stumfilm fra 1911 af D. W. Griffith.

## Medvirkende
- Linda Arvidson
- Lionel Barrymore som Jules
- William J. Butler
- Donald Crisp
- Adele DeGarde